# Jan Koldenius
Jan Erik Koldenius, född 24 juni 1939 i Göteborg, död 20 augusti 2022, var en svensk skådespelare.

## Biografi
Koldenius far var expedit i en herrekiperingsaffär och hans mor hemmafru. Efter skolgång i Hvitfeldtska högre allmänna läroverk för gossar och en teaterkurs vid ABF:s teaterkurs gick han två år på Calle Flygares film- och teaterstudio (med Calle Flygare själv som lärare) och blev 1962 antagen på Kungliga Dramatiska teaterns elevskola, som en av nio elever från skolans sista årsgrupp innan namnbytet till Statens scenskola med bland andra Per Ragnar, Anita Wall och Evabritt Strandberg som klasskamrater. Han utexaminerades 1965 och fick sedan engagemang vid Uppsala stadsteater.
I slutet av 1960-talet kom han till Småland och fick den gamla teatern i Växjö som hemmascen; Riksteatern stod som huvudman för Växjöensemblens verksamhet. På 1970-talet kom han att tillhöra Örebroensemblen.

### Privatliv
Han var från 1968 gift med Malin Larsson och de fick tre barn tillsammans. Paret Koldenius skildes efter ett långt äktenskap och från 1996 var Koldenius sammanboende med skådespelaren Gunilla Orvelius. Koldenius konverterade till buddhismen och utgav 2007 boken En västerlänning möter buddhismen (ISBN 9789185879601).

## Filmografi
- 1970 - Röda rummet  (TV-serie)
- 1971 - Den mätbara arbetaren: några glimtar ur arbetslivet återgivna av Växjöensemblen
- 1973 - Om 7 flickor
- 1978 - Den sjunde frågan (TV-teater)
- 1980 - Hoppets här (TV-teater)
- 1984 - Finnbastu (TV-film)
- 1988 - Det är långt till New York (röst)
- 1988 - Som man ropar (TV-serie)
- 1994 - Markurells i Wadköping (TV-teater)
- 1996-1999 - Wilnius veckomagasin (TV-serie)
- 2002 - Var finns min seger? (Dokumentärspeaker)

## Dubbning
Vid sidan av sitt huvudsakliga engagemang som skådespelare har Koldenius även haft ett förflutet som röstskådespelare, under mitten av 1980-talet och fram till början av 2000-talet åt KM Studio AB i Karlskoga.
- 1986 - Top Cat
- 1986 - Casper and the angels
- 1986 - Sealab 2020
- 1987 - Lucky Luke
- 1987 - Asterix: gallernas hjälte (Obelix)
- 1987 - Defenders of the Earth - De försvunna juvelerna (Lothar/Ming m.fl.)
- 1988 - Filmation's Ghostbusters
- 1988 - The Adventures of Teddy Ruxpin
- 1988 - 2004 - Bumbibjörnarna (Bernhard Bumbi)
- 1989 - Babar och jultomten (Rataxes)
- 1989 - Lyskompisarna på äventyr (Älgen)
- 1990 -  Wuzzlarna (Krock)
- 1991 - 1994 - Disneys kortfilmer (Stora stygga vargen m.fl.)
- 1991 - 1992 Luftens hjältar (Baloo)
- 1991 - 1992 - Darkwing Duck (Agent Vladimir Grizzlykoff)
- 1993 -  Den otroliga vandringen  (Quentin)
- 2003 - Atlantis - Milos återkomst (Chakashi)
- 2003 - Gnottarna
- 2005 - Grodan och hans vänner (Berättare)

## Teater

### Roller (ej komplett)
| År   | Roll    | Produktion                                                       | Regi                    | Teater                   |
| ---- | ------- | ---------------------------------------------------------------- | ----------------------- | ------------------------ |
| 1968 | Rosjgin | Idioten (Идиот, Idiot) Fjodor Dostojevskij                       | Palle Granditsky        | Upsala-Gävle stadsteater |
| 1976 | Bock    | Noshörningen (Le rhinocéros) Eugène Ionesco                      | Barbro Larsson          | Örebroensemblen          |
| 1976 | Rørlund | Samhällets stöttepelare (Samfundets støtter) Henrik Ibsen        | Claes Lundberg          | Örebroensemblen          |
| 1977 |         | Hoppets här Gunnar Ohrlander                                     | Marianne Rolf           | Riksteatern              |
| 1978 | Angelo  | Lika för lika William Shakespeare                                | Claes Lundberg          | Riksteatern              |
| 1978 |         | Hemmets härd är guld värd Gunnar Ohrlander                       | Leif Stålhammer         | Riksteatern              |
| 1979 | Cléante | Tartuffe (Tartuffe, ou l'Imposteur) Molière                      | Pierre Fränckel         | Örebroensemblen          |
| 1982 |         | Mannen från La Mancha Mitch Leigh, Joe Darion och Dale Wasserman | Georg Malvius           | Örebro länsteater        |
| 1983 |         | Romeo och Juliet William Shakespeare                             | Georg Malvius           | Örebro länsteater        |
| 1984 |         | Två herrars tjänare Carlo Goldoni                                | Alfred Meschnigg        | Örebro länsteater        |
| 1989 |         | Ett resande teatersällskap August Blanche                        | Elisabeth G. Söderström | Riksteatern              |